# Girolamo Mei

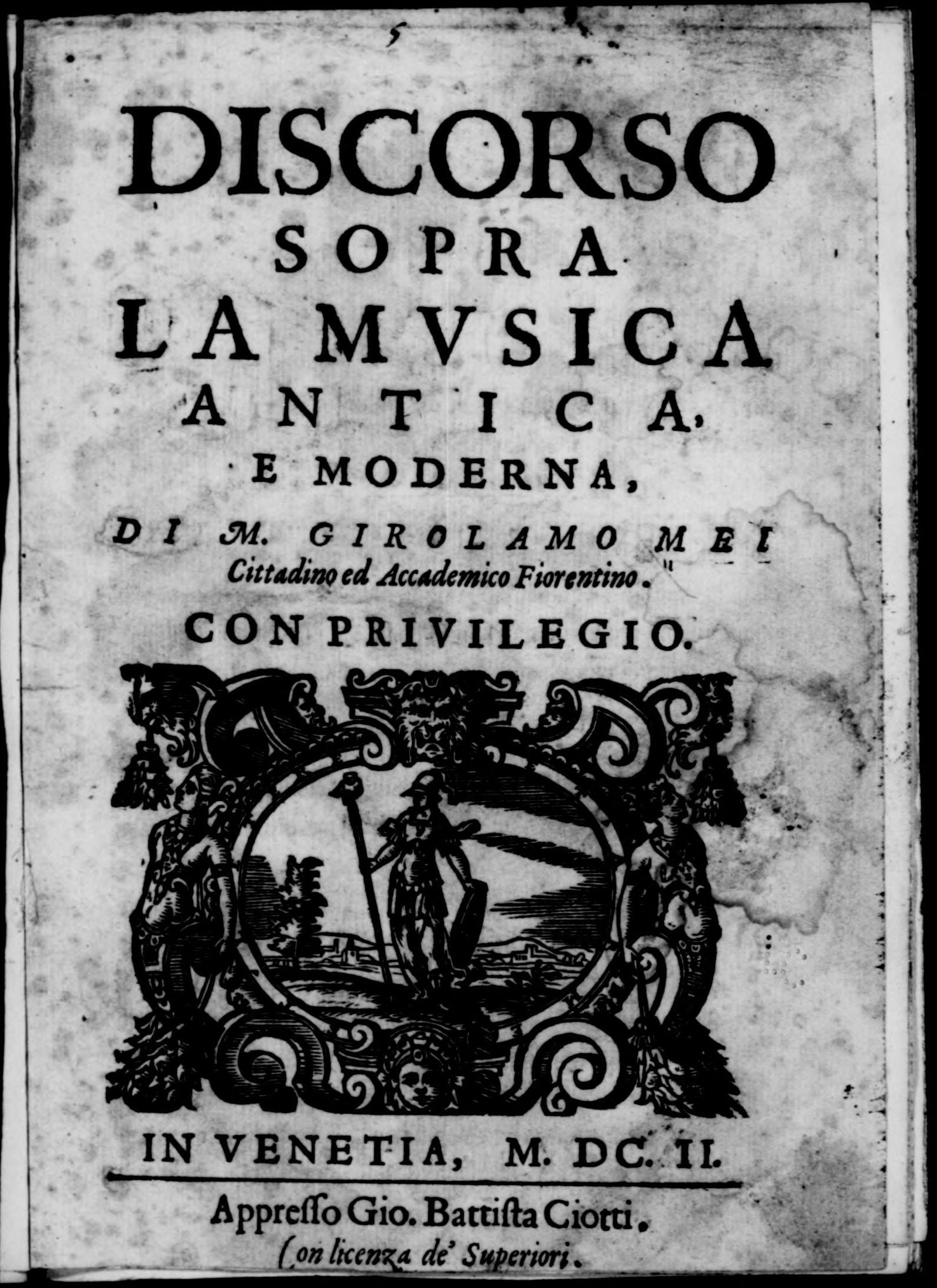
Titelseite des Discorso

Girolamo Mei (* 27. Mai 1519 in Florenz; † Juli 1594 in Rom) war ein italienischer Historiker und Humanist.

## Leben
Mei war Schüler von Piero Vettori.
Laut Boëthius war er der erste Europäer, der die antike griechische Musiktheorie untersuchte, und seine Ergebnisse in  De modis musicis Antiquorum (zwischen 1568 und 1573 geschrieben, aber nicht veröffentlicht) niederlegte. Sein Discorso sopra la musica antica et moderna wurde 1602 in Venedig von Giovanni Battista Ciotti gedruckt.
Mei stellte die – wohl falsche – These auf, dass die großen griechischen Tragödien der Antike eigentlich gesungen worden seien und nicht als gesprochene Werke konzipiert waren. Dabei korrespondierte er mit seinem Schüler Vincenzo Galilei. Da die Polyphonie mit seiner Vorstellung des antiken Gesangs nicht vereinbar war, propagierte er einstimmige Musik. Seine Thesen wurden der 1569 von Antonio degli Albizzi (1547–1606) gestifteten Accademia degli Alterati bekannt, und ihrer Untereinheit, der Florentiner Camerata.
Aus seinen Thesen entstand in Florenz zum Ende des 16. Jahrhunderts der Rezitativ-Stil (Sprechgesang mit Instrumentalbegleitung), aus dem wiederum Monodie, Musikdramen und Oper entstanden.

## Schriften
- De modis. Hrsg.: Eisuke Tsugami. Keiso Shobo, Tokio 1991, ISBN 4-326-93211-2.
- Discorso sopra la musica antica, e moderna. Giovanni Battista Ciotti, Venedig 1602 (italienisch, onb.ac.at [abgerufen am 1. April 2021] Kritische Edition im Thesaurus musicarum italicarum).